# Rapa Nui Nemzeti Park
A Rapa Nui Nemzeti Park a Húsvét-sziget területének 40%-át öleli fel, és magába foglalja az ott található kulturális és természeti emlékek sokaságát, különös tekintettel a világszerte ismert moai szobrokra. Az UNESCO 1994. június 13-án iktatta be a világörökségi színhelyek közé.

## Jogi helyzete
A Rapa Nui Nemzeti Park a chilei állam tulajdona. 1935-ben hozták létre rendeletileg Húsvét-szigeti Nemzeti Park néven a chilei erdészeti törvény alapján, majd 1976-ban nevezték át Rapa Nui Nemzeti Parkra. Törvényi védettségét megerősítették az 1967-es és 1978-as természetvédelmi törvények.
A park kezeléséért a chilei erdőigazgatás illetékes részlege, a Corporación Nacional Forestal - CONAF, Departamento de Patrimonio Silvestre felelős. A park gyakorlati irányítását egy kis csapat szakértő végzi a szigeten a még 1976-ban, a FAO segítségével kidolgozott terv alapján.
A park körül nincs speciális védőövezet, ezzel szemben az egész sziget minden fejlesztését szigorúan ellenőrzik a nemzeti parkra való tekintettel.

## Fenntartási tevékenység
A sziget régészeti és természeti emlékeinek megőrzésére irányuló munkálatok közül a legfontosabbak a következők voltak:
- 1960: A Chilei és a Wyoming Egyetem közös szervezésében az Ahu Akivi emlékhely helyreállítása, hét nagy moai felállításával;
- 1969–70: Restaurációs munka a Tahai körzetben a chilei kormány kérésére, a Nemzetközi Műemlék-alap támogatásával;
- 1974–76: Orongo szertartási falu helyreállítása;
- 1978: Az Ahu Nau Nau feltárása és helyreállítása;
- 1986: Az Ahu Hanga Kio'e moai kísérleti konzervációs kezelése;

A szakértők folyamatosan elemzik az emlékhelyek védelmének szükségleteit.

## Testvérparkok
- Teide Nemzeti Park (Tenerife, Spanyolország)[1][2]